# Lady Sings the Blues (álbum)
Lady Sings the Blues es la banda sonora original de la película homónima de 1972 interpretada por Diana Ross en el papel de la cantante de jazz Billie Holiday.
El álbum fue el único de Ross como solista que alcanzó el puesto #1 en la lista de Billboard 200.

## Piezas
1. "The Arrest" – 0:15
2. "Lady Sings the Blues" – 1:03
3. "Baltimore Brothel" – 0:25
4. "Billie Sneaks Into Dean & Dean's/Swinging Uptown" – 0:49
5. "'Taint Nobody's Bizness If I Do" – 1:06
6. "Big Ben/C.C. Rider" – 1:06
7. "All of Me" – 2:19
8. "The Man I Love" – 2:27
9. "Them There Eyes" – 1:03
10. "Gardenias from Louis" – 2:03
11. "Cafe Manhattan/Had You Been Around/Love Theme" – 2:03
12. "Any Happy Home" – 0:37
13. "I Cried For You" – 0:37
14. "Billie & Harry/Don't Explain" – 0:37
15. "Mean to Me" – 1:18
16. "Fine and Mellow" – 0:45
17. "What a Little Moonlight Can Do" – 2:09
18. "Louis Visits Billie on Tour/Love Theme" – 0:45
19. "Cafe Manhattan Party" – 1:37
20. "Persuasion/'Taint Nobody's Bizness If I Do" – 3:48
21. "Agent's Office" – 1:09
22. "Love Is Here to Stay" – 2:01
23. "Fine and Mellow" – 2:54
24. "Lover Man" – 3:22
25. "You've Changed" – 2:34
26. "Gimme a Pigfoot (And a Bottle of Beer)" – 2:06
27. "Good Morning Heartache" – 2:21
28. "All of Me" – 2:04
29. "Love Theme" – 2:53
30. "My Man" – 2:26
31. "Don't Explain" – 2:10
32. "I Cried for You" – 2:13
33. "Strange Fruit" – 3:35
34. "God Bless the Child" – 2:42
35. "Closing Theme" – 1:08